# Кримск
Кримск (рус. Крымск) град је на југу европског дела Руске Федерације. Налази се у западном делу Краснодарске покрајине и административно припада њеном Кримском рејону чији је уједно и административни центар.
Према подацима националне статистичке службе РФ за 2017, у граду је живело 57.254 становника и по величини Кримск се налазио на 13. месту у Покрајини.

## Географија
Град Кримск се налази у западном делу алувијалне Закубањске равнице, на надморској висини од просечна 24 метра. Кроз град протиче река Адагум, лева притока реке Кубањ. Град се налази на око 102 километра југозападно од покрајинске престонице Краснодара, односно на око 53 км североисточно од велике црноморске луке Новоросијск.
| Температура |        |        |        |         |          |          |          |          |          |          |         |        |
|             | 5,82,1 | 5,41,3 | 8,43,8 | 14,08,5 | 18,913,0 | 23,017,7 | 26,821,2 | 26,521,0 | 22,016,9 | 16,912,0 | 11,27,0 | 6,93,1 |
|             | јан    | феб    | мар    | апр     | мај      | јун      | јул      | авг      | сеп      | окт      | нов     | дец    |

| Падавине |     |     |     |     |     |     |     |     |     |     |     |     |
|          | 98  | 82  | 76  | 71  | 71  | 84  | 65  | 71  | 80  | 102 | 111 | 83  |
|          | јан | феб | мар | апр | мај | јун | јул | авг | сеп | окт | нов | дец |

| Температура |        |        |        |         |          |          |          |          |          |          |         |        |
|             | 5,82,1 | 5,41,3 | 8,43,8 | 14,08,5 | 18,913,0 | 23,017,7 | 26,821,2 | 26,521,0 | 22,016,9 | 16,912,0 | 11,27,0 | 6,93,1 |
|             | јан    | феб    | мар    | апр     | мај      | јун      | јул      | авг      | сеп      | окт      | нов     | дец    |

| Падавине |     |     |     |     |     |     |     |     |     |     |     |     |
|          | 98  | 82  | 76  | 71  | 71  | 84  | 65  | 71  | 80  | 102 | 111 | 83  |
|          | јан | феб | мар | апр | мај | јун | јул | авг | сеп | окт | нов | дец |

## Историја
Године 1858. на месту некадашњег адигејског аула Хатуехабла основано је мање војничко утврђење које је име добило у част „Кримског пешадијског императорског пука”. Четири године касније, 1862. године, утврђење је преобраћено у козачку станицу Кримскају чији први становници постају 140 козачких ветерана који су служили у тој касарни. Станица почиње интензивније да се развија након што је 1866. у њеној околини започета експлоатација нафте, а 1885. кроз њу пролази железница која повезује градове Јекатеринодар и Новоросијск.
У периоду између 1930. и 1938. станица Кримскаја је била административним центром тадашњег Грчког националног рејона. Званичан статус града и садашње име Кримск добија 28. маја 1958. године.
Највећу катастрофу у својој историји град Кримск је доживео у ноћи на 7. јул 2012. када се услед обилних падавина река Адагум излила из корита и поплавила знатне површине у граду. Према подацима покрајинске метеоролошке службе, на том подручју је за свега 16 часова пало преко 270 мм кише, готово пет пута више у односу на месечни просек на том подручју, што је довело до наглог раста водостаја на свим рекама и потоцима у области. У самом граду Кримску је погинуло више од 160 особа, а штете од поплава процењене су на вредности и до 4 милијарде рубаља.

## Демографија
Према подацима са пописа становништва 2010. у Кримску је живело 57.382 становника, што је за 747 становника (1,32%) више него на попису из 2002. године. Према проценама из 2017. у граду је живело 57.254 становника.
| 1939.  | 1959.  | 1970.  | 1979.  | 1989.  | 2002.  | 2010.  | 2017.  |
| ------ | ------ | ------ | ------ | ------ | ------ | ------ | ------ |
| 19.123 | 32.803 | 41.430 | 48.175 | 50.893 | 56.623 | 57.382 | 57.254 |

По броју становника, град Кримск се 2017. налазио на 296. месту међу 1.112 званичних градова Руске Федерације. Основу популације у граду чине Руси са уделом од 83%, док су највеће мањинске заједнице Јермени (3,62%), Украјинци (2,41%), Татари (2,32%) и Грци (1,81%).